# Mercado (bairro de São Paulo)
Mercado é um bairro situado na zona central do município de São Paulo pertencente ao distrito da Sé, administrado pela Subprefeitura da Sé. O bairro está situado próximo a áreas de grande movimentação e importância histórica, como o Brás e a Sé. Seu nome é frequentemente associado ao icônico Mercado Municipal de São Paulo, um dos principais pontos de interesse da cidade, além de abrigar a Rua 25 de Março icônico distrito de compras popular. É assistido pelo metrô de São Paulo pela Estação São Bento da Linha 1 - Azul.

## Histórico e Origem do Nome
O nome do bairro se deve à proximidade com o Mercado Municipal de São Paulo, conhecido popularmente como Mercadão, localizado na antiga Várzea do Carmo. Inaugurado em 1933, o Mercadão é um marco da arquitetura e da cultura paulistana, famoso por sua riqueza gastronômica e diversidade de produtos. A região ao redor do mercado desenvolveu-se como um centro comercial vibrante, atraindo comerciantes e compradores de toda a cidade. 
A Rua 25 de Março, localizada no bairro, representa um importante marco histórico e comercial da cidade. Sua formação remonta ao Beco das Sete Voltas, nas margens do rio Tamanduateí. Com a retificação do rio, a área se desenvolveu, ligando a Ponte do Carmo ao Porto São Bento, inicialmente chamada de Baixa de São Bento devido à sua proximidade com o Mosteiro de São Bento. Este foi um dos primeiros locais urbanizados da cidade baixa.
O bairro (Várzea do Carmo), situa-se entre as ruas Cantareira, Comendador Assad Abdalla, e as avenidas Mercúrio e do Estado. A região é famosa pelo Mercado Municipal, projetado por Felisberto Ranzini e inaugurado em 1933. Este edifício, em estilo eclético, é um símbolo da modernização da cidade e da valorização de suas áreas centrais. O Mercado Municipal, inicialmente um armazém de pólvora e munições, tornou-se um entreposto de atacado e varejo após a Revolução Constitucionalista de 1932. A edificação é um exemplo da arquitetura da "Metrópole do Café" e reflete a adoção de preceitos higienistas, inspirados em modelos europeus, que visavam modernizar os mercados públicos e a infraestrutura urbana.
Os primeiros comerciantes a se estabelecerem na região foram árabes, que trouxeram tecidos e se destacaram como principais comerciantes da área. O preço acessível dos produtos era, em parte, resultado das frequentes enchentes antes da canalização do rio Tamanduateí. Essa dinâmica econômica e geográfica fez da Rua 25 de Março um ponto crucial para a entrada de mercadorias em São Paulo, conectando o Porto de Santos ao Porto Geral.
A rua foi oficialmente nomeada Rua 25 de Março em 1865, após uma proposta do vereador Malaquias Rogério. Ao final dos anos 1920, a região já abrigava cerca de 580 mil habitantes e mais de 500 lojas, demonstrando seu crescimento como um centro comercial robusto. Com o passar dos anos, especialmente a partir dos anos 1930, a rua passou a ser conhecida como "rua dos turcos" devido à significativa presença de comerciantes sírios, libaneses e árabes.
A formação do núcleo da futura região da 25 de março iniciou-se beira do rio Tamanduateí, no chamado Beco das Sete Voltas. Anos depois, com a retificação do rio, abriu-se uma rua que ligava a Ponte do Carmo ao Porto São Bento (depois denominado Geral) e passou a se chamar Baixa de São Bento já que ficava abaixo do Mosteiro de São Bento e foi o primeiro local urbanizado da cidade baixa. Os primeiros comerciantes documentados a chegar na região para desenvolver atividades comerciais foram os árabes. Esses migrantes importavam, principalmente, tecidos e por muito tempo foram os principais comerciantes da região. O preço mais baixo do que outros centros comerciais da cidade de São Paulo se deve a enchentes que aconteciam nos primeiros anos de vida da rua quando o rio Tamanduateí, que ficava próximo da Ladeira Porto Geral, ainda não havia sido canalizado. Essa ladeira leva o nome do antigo porto que lá ficava. A relação da rua 25 de Março com a história da cidade de São Paulo vem desde seus primeiros anos. O rio Tamanduateí era uma das principais entradas de mercadoria na região, as cargas importadas saiam do Porto de Santos e chegavam ao Porto Geral, esse último se encontrava próximo do Pátio do Colégio, os dois vizinhos da rua 25 de Março.
Antes de ser nomeada de fato 25 de Março em 1865, o trecho às margens do rio Tamanduateí foi chamado de rua das Sete Voltas devido as curvas sinuosas do rio. As frequentes enchentes que aconteciam no rio foram um dos principais motivos que resultaram em sua retificação. Esse processo começou no ano de 1848 e foi concluído em dois momentos, sendo o segundo entre os anos de 1896 e 1914. Uma das enchentes mais notáveis aconteceu no ano de 1850 por causa de uma forte chuva; os estragos foram tão grandes que a cidade de Santos ofereceu ajuda financeira para dar suporte aos moradores necessitados via ordem pública. Depois do episódio da grande enchente, os administradores da cidade sentiram a necessidade de criar regras e normas de caráter urbanístico e arquitetônico para melhor funcionamento das vias, e foi a partir de 1850 que elas foram definidas e vigoradas. No dia 28 de novembro de 1865 o vereador Malaquias Rogério apresentou ofício sugerindo a mudança de nome de algumas ruas, entre elas, a alteração da Rua de Baixo para Rua 25 de Março. A ocupação da área do bairro Mercado começou no início do século XX, impulsionada pela construção do Mercado Municipal. A chegada de imigrantes europeus, especialmente italianos e portugueses, contribuiu para o desenvolvimento do comércio local. O loteamento seguiu o padrão das áreas centrais de São Paulo, com ruas estreitas e uma alta densidade de estabelecimentos comerciais.

## Atualidade
O bairro do Mercado é um dos principais centros comerciais da cidade, com uma importância histórica e econômica significativa. O Mercadão, continua a ser um dos principais destinos turísticos e gastronômicos da cidade. Não é apenas um ponto turístico, mas também uma peça fundamental na cadeia de abastecimento de alimentos da cidade, fornecendo produtos frescos e importados para consumidores e restaurantes. Recentemente, o mercado passou por revitalizações que ajudaram a preservar sua importância histórica e cultural, ao mesmo tempo que modernizaram suas instalações para melhor atender ao público, através da iniciativa privada. O Mercadão, que fez 90 anos em 2023, mantém sua fama pela variedade de iguarias oferecidas, como o icônico sanduíche de mortadela e o pastel de bacalhau, que são verdadeiros símbolos da culinária paulistana. A experiência no Mercadão vai além da gastronomia; é também um local de compras de produtos frescos e exóticos, incluindo uma seleção de frutas, queijos e especiarias que atraem turistas e moradores locais.
A Rua 25 de Março, por sua vez, é considerada o maior distrito de compras da América Latina, pois consiste em um dos mais movimentados centros de compras varejistas e atacadistas da cidade. É famosa por oferecer uma vasta gama de produtos a preços acessíveis, desde roupas e acessórios até eletrônicos e artigos para o lar. A região atrai uma diversidade de visitantes, predominando mulheres entre 30 e 39 anos, interessadas em aproveitar os preços competitivos. A 25 de Março é especialmente conhecida por suas lojas e barracas que oferecem mercadorias a preços de atacado, tornando-a um destino popular tanto para consumidores finais quanto para pequenos comerciantes que buscam abastecer seus negócios.
Como muitas áreas centrais de São Paulo, o bairro Mercado também enfrenta desafios sociais, incluindo a presença de pessoas em situação de rua e uma população de imigrantes em busca de melhores oportunidades. A diversidade cultural trazida por esses imigrantes enriquece a região, mas também exige políticas públicas eficazes para promover a inclusão social e melhorar as condições de vida.